# سفارت ایالات متحده آمریکا در لندن
سفارت ایالات متحده آمریکا در لندن (به انگلیسی: Embassy of the United States) یک منطقهٔ مسکونی و نمایندگی سیاسی ایالات متحده آمریکا در بریتانیا است که در منطقه واندزوورث لندن واقع شده‌است.